# Yeoman (Indiana)
Yeoman és una població dels Estats Units a l'estat d'Indiana. Segons el cens del 2000 tenia 96 habitants.

## Demografia
Segons el cens del 2000, Yeoman tenia 96 habitants, 40 habitatges, i 26 famílies. La densitat de població era de 308,9 habitants/km².
Dels 40 habitatges en un 32,5% hi vivien nens de menys de 18 anys, en un 45% hi vivien parelles casades, en un 15% dones solteres, i en un 35% no eren unitats familiars. En el 32,5% dels habitatges hi vivien persones soles el 10% de les quals corresponia a persones de 65 anys o més que vivien soles. El nombre mitjà de persones vivint en cada habitatge era de 2,4 i el nombre mitjà de persones que vivien en cada família era de 3,04.
Per edats la població es repartia de la següent manera: un 27,1% tenia menys de 18 anys, un 9,4% entre 18 i 24, un 31,3% entre 25 i 44, un 25% de 45 a 60 i un 7,3% 65 anys o més.
L'edat mediana era de 31 anys. Per cada 100 dones de 18 o més anys hi havia 84,2 homes.
La renda mediana per habitatge era de 53.214$ i la renda mediana per família de 57.500$. Els homes tenien una renda mediana de 38.250$ mentre que les dones 23.333$. La renda per capita de la població era de 20.315$. Cap de les famílies i el 2,1% de la població estaven per davall del llindar de pobresa.

## Poblacions més properes
El següent diagrama mostra les poblacions més properes.